# Dracaena sarawakensis
Dracaena sarawakensis là một loài thực vật có hoa trong họ Măng tây. Loài này được (W.W.Sm.) Jankalski mô tả khoa học đầu tiên năm 2008.